# جان جیورینگ
جان جیورینگ (هلندی: Jan Jeuring؛ زادهٔ ۲۷ نوامبر ۱۹۴۷) بازیکن فوتبال اهل هلند است.

## تیم ملی
وی همچنین در تیم ملی فوتبال هلند بازی کرده‌است.